# Elatostema caudatum
Elatostema caudatum är en nässelväxtart som beskrevs av Hallier f.. Elatostema caudatum ingår i släktet Elatostema och familjen nässelväxter. Inga underarter finns listade i Catalogue of Life.